# Nożynko
Nożynko (Duits: Klein Nossin) is een plaats in het Poolse district  Bytowski, woiwodschap Pommeren. De plaats maakt deel uit van de gemeente Czarna Dąbrówka en telt 160 inwoners.